# Maarif
Maarif (em árabe: المعاريف) é uma cidade e comuna localizada na província de M'Sila, Argélia. Segundo o censo de 2008, a população total da cidade era de 13 269 habitantes.